# 毛利扶揺
毛利 扶揺（もうり ふよう）は、江戸時代中期の漢学者。諱は褧（かさぬ）。通称は図書（ずしょ）。字は公錦。号は扶揺、壺邱、南豊。別号から毛利 壺邱（もうり こきゅう）という名もよく知られる。
豊後佐伯藩主毛利家の藩主一門で、大名（藩侯）の子弟（公子）の意から扶揺公子（ふようこうし）の雅号で漢詩人として高名であった。毛利家の旧称にちなんで森の苗字も用い、『寛政重修諸家譜』では森 褧（もり かさぬ）の氏名で見える。

## 生涯
享保15年（1730年）、豊後佐伯藩（2万石）の藩主毛利高慶の四男として佐伯で生まれた。母は側室の奥井氏で、扶揺を出産してすぐに亡くなった。幼名は源十郎、のちに浪江と改めた。
寛保3年（1743年）、14歳のときに父を亡くした。元服して諱を泰高と名乗り、成人後も佐伯に留まって読書と武芸に励んだ。
宝暦6年（1756年）、27歳で初めて江戸に遊学し、経書を宇佐美灊水に、漢学を大内熊耳に、漢詩を服部南郭に学んだ。翌宝暦7年（1757年）、子のいない水戸藩家老山野辺義胤との養子縁組が決まり、氏を山野辺氏、諱を義方（のちに義褧）、通称を図書に改め、江戸詰めの養父を残して水戸に移った。
水戸時代は詩作に励んで文人と交流を深め、楽書（音楽について書かれた和漢の古典）の研究に没頭した。宝暦10年（1760年）、嫡男の郁之丞（のちの滝川利雍）が生まれた。また同年夏には甥で佐伯藩主の毛利高丘が33歳の若さで死去し、嫡男高標はわずか6歳であることから、佐伯藩の家臣から家督継承を望まれたが固辞し、幼君を後見した。
明和7年（1770年）、41歳で部屋住みのまま水戸藩の大寄合格に任命され、蔵米100人扶持を給せられて藩政に参画した。ところが、安永6年（1777年）4月、大寄合格を罷免されて扶持米を没収され、同年5月に山野辺家を廃嫡され離縁された。
家族を連れて江戸に戻った扶揺は毛利家に復籍して諱を褧に改め、白金台にあった毛利家の下屋敷に隠棲して、藩主高標の厄介になりながら文人としての生活を送った。
天明6年（1786年）死去、享年57。遺言により毛利家の菩提寺ではない法華宗の芝・長応寺に葬られた。

## 山野辺家廃嫡の事情
扶揺が山野辺家を廃嫡された経緯についての水戸藩の史料は2種類知られている。
ひとつは彰考館で編纂された藩公式の藩士系図集である『水府系纂』に収められた山野辺家の家譜によるもので、
「扶揺は性格が奸曲邪智であり、侍臣を寵愛して忠臣を虐待した。このため山野辺家譜代の家臣から出奔する者が続出し、1名は座敷牢で自殺した。このことが藩主徳川宗翰の耳に入り、一家の一大事であるから扶揺を離縁させるようにという内命があったので、江戸詰めの家老が水戸に行って旧臣と会合して離縁させることに決め、江戸の毛利家下屋敷に蟄居させた」
と伝える。
もうひとつは水戸藩士小宮山昌秀が廃嫡から40年後の文化13年（1816年）に書きとめた聞き書きで、
「扶揺は音楽を好み、詩を善くした。水戸で暮らしている間、彼の近臣はいつも音楽を演奏し、漢詩を賦していた。しかしその性格は放縦で検束がなく（わがままで我慢ができず）、何事も我意を通していた。幼い子供の一人が亡くなると乳母に怒りをぶつけ、髪を剃って追放する私刑に処してしまうようなことがあった。それで養父の山野辺義胤は義絶して実家に帰してしまった」
というものである。
小宮山の聞き書きは養父の義胤が廃嫡を決めたとするが、山野辺家の家譜で藩主の内命を受けて江戸詰めの家老が水戸にいる旧臣と相談して廃嫡を決めたとするように、廃嫡は実際には義胤が死去する直前に実行されている。このような経緯から、家臣の間での派閥争いにより扶揺の家督継承を阻止するために廃嫡されたのではないかという説もある。
扶揺本人は廃嫡されることに不服であり、友人である水戸藩の儒者立原翠軒に「自分に何の罪があったのかわからない。どのような罪というのか試みに指摘してほしい」と不平を書き送った。翠軒はこれに対して「君、罪ある故を知らず。これ罪を得る所以なり」と返信したので、扶揺も初めて承伏したという逸話が知られている。
なお、翠軒はこのようにたしなめたとはいえ、扶揺と絶交したわけではなく、扶揺が水戸を去るに当たって送別の宴を開き、扶揺一家が江戸に戻ってからも扶揺と息子の滝川利雍との交流を、父子がそれぞれ翠軒よりも先に没するまで続けている。

## 著作
- 『壺邱詩稿』
- 『壺邱文稿』
- 『扶揺園筆録』
- 『楽律考』
- 『経済考』
- 『芸術考』
- 『雑事考』
- 『車服考』
- 『書籍考』
- 『制度考』
- 『錦帛考』
- 『礼法考』

扶揺は詩文に長じていたほか、古文辞学の流れを汲む漢学者として漢籍を博捜し、多岐にわたる考証を行った。特に21年にわたった水戸時代に楽書の研究に没頭し、古代音楽の音律の復元や、催馬楽の復興に携わっている。

## 系譜
- 父：毛利高慶（1675年 - 1743年） - 豊後佐伯藩主
- 母：奥井氏（志幾子、お志幾の方）（? - 1730年） - 医師奥井春沢の娘
- 正室：なし
- 子女
  - 長男：滝川利雍（1760年 - 1822年） - 滝川一貞（旧常陸片野藩主家・旗本4000石）養子
  - 次男：男子（夭折）
  - 長女：女子 - 片桐貞芳（大和小泉藩主）正室
  - 三男：男子（夭折）
  - 四男：関盛平（1773年 - 1802年） - 関盛有（旧伯耆黒坂藩主家・旗本5000石）養子
  - 五男：男子（夭折）
  - 六男：男子（夭折）